# Babindol
Babindol (węg. Babindál) – wieś i gmina (obec) w powiecie Nitra, w kraju nitrzańskim na Słowacji.
W 2011 roku populacja wynosiła 667 osób, około 72,7% mieszkańców stanowili Słowacy, 22,0% Węgrzy.
We wsi znajduje się rzymskokatolicki kościół św. Emeryka (sv. Imricha) z 1909 roku.

## Historia
Pierwsza pisemna wzmianka o miejscowości pochodzi z 1271, nazywała się wtedy Babyndal. W 1339 wymieniana pod nazwą Babundal, w 1773 – Babindall. Na przestrzeni wieków wielokrotnie zmieniała właścicieli. W 1715 miała 7 gospodarstw domowych. W 1736 wielki pożar zniszczył część wsi. W 1741 założono tu winnicę. W 1751 wieś zamieszkiwało 26 rodzin. W 1787 liczyła 26 domów i 165 mieszkańców, w 1828 – 38 domów i 266 mieszkańców. Ludność zajmowała się rolnictwem. W ramach ustaleń arbitrażu wiedeńskiego z 2 listopada 1938 Babindol stał się wsią graniczną i wszedł w skład słowackiej dzielnicy Nitra.
Podczas II wojny światowej mieszkańcy służyli w armii słowackiej. 28 marca 1945 wieś została wyzwolona przez żołnierzy 2 Frontu Ukraińskiego; nie poniosła dużych szkód, spłonęło jedynie kilka stodół.
W latach 1976–1996 Babindol był administracyjnie połączony z sąsiednim Klasovem.